# Neoglaziovia variegata
Neoglaziovia variegata – gatunek rośliny włóknodajnej z rodziny bromeliowatych (Bromeliaceae) uprawianej w Brazylii.

## Zastosowanie
Z liści pozyskuje się włókno zwane caroa, używane do produkcji lin, tkanin oraz sieci.